# Le Pont des soupirs
Le pont des soupirs (título original en francés; en español, El puente de los suspiros) es una opéra bouffe u opereta con música de Jacques Offenbach y libreto en francés de Hector-Jonathan Cremieux y Ludovic Halévy. Se estrenó en versión de dos actos en el Théâtre des Bouffes Parisiens, París el 23 de marzo de 1861. Una versión en cuatro actos fue posteriormente estrenada en el Théâtre des Variétés de París el 8 de mayo de 1868.